# قرار مجلس الأمن التابع للأمم المتحدة رقم 945
قرار مجلس الأمن التابع للأمم المتحدة رقم 945، المتخذ بالإجماع في 29 سبتمبر 1994، بعد إعادة التأكيد على القرار 696 (1991) وجميع القرارات اللاحقة بشأن أنغولا، مدد المجلس ولاية بعثة الأمم المتحدة الثانية للتحقق في أنغولا حتى 31 أكتوبر 1994 و ناقش تنفيذ اتفاقيات السلام.
وأشار المجلس إلى أن قراراته المستقبلية بشأن دور الأمم المتحدة في أنغولا ستتوقف على إرادة الأطراف في تحقيق السلام. لا تزال هناك مخاوف جدية بشأن الأعمال العدائية في البلاد والتي يمكن أن تؤثر على محادثات السلام في لوساكا، زامبيا، وتنفيذ تفويض بعثة الأمم المتحدة الثانية للتحقق في أنغولا، والتسبب في معاناة السكان المدنيين. كما تم الإعراب عن القلق بشأن انتهاكات حظر الأسلحة المفروض على يونيتا في القرار 864 (1993).
وبعد تمديد ولاية بعثة الأمم المتحدة الثانية للتحقق في أنغولا حتى 31 تشرين الأول / أكتوبر 1994، تم حث الطرفين على استكمال المناقشات في لوساكا والتوقيع على اتفاق في نفس التاريخ. وأي تأخيرات أخرى في عملية السلام أمر غير مقبول. ولوحظ أن يونيتا قبلت المقترحات التي قدمها الممثل الخاص للأمين العام والدول المراقبة الثلاث، وبالتالي لن يتم اتخاذ أي إجراءات أخرى ضد الطرف. وإذا لم يكن هناك اتفاق، فسيتم استعراض وجود الأمم المتحدة في أنغولا، وإذا كان هناك اتفاق، فستكون هناك زيادة في قوام بعثة الأمم المتحدة الثانية للتحقق في أنغولا إلى المستوى المأذون به سابقاً. في غضون ذلك، تم الحث على وقف فوري للعمليات العسكرية.
وأدينت الأعمال التي أعاقت تقديم المساعدة الإنسانية للسكان، مثل زرع الألغام الأرضية. تسبب اختفاء العاملين في المجال الإنساني في 27 آب / أغسطس 1994 في القلق وصدرت مطالبات بالإفراج عنهم. تم تذكير جميع الدول بتنفيذ أحكام القرار 864 ضد يونيتا. وأخيراً، طُلب من الأمين العام بطرس بطرس غالي أن يقدم تقريراً إلى المجلس عن الوضع العسكري والإنساني في أنغولا بحلول 20 تشرين الأول / أكتوبر 1994 وعن التقدم المحرز في المحادثات في لوساكا.

## روابط خارجية
- نص القرار في undocs.org